# 河口遥
河口 遥（かわぐち はるか、1985年 - ）は、日本のアーティスト。
東京都小平市にて22:00画廊(2012 - 2016)を運営。

## 概要

### 経歴
2010年 武蔵野美術大学造形学部油絵学科卒業。

## 展覧会
22:00画廊で行われた展示
- 杉田敦　夜の思想／22:00に触れる(2016)
- 二藤建人＋宮本智之「なるがままではいられない」(2015 - 2016)
- 名倉聡美 個展「約束」(2015)
- 「物々交換所✳︎新春企画✳︎ワールドおさがりセンター」(2015)
- 「湿地」井上光太郎・三原回・望月俊孝・吉田諒(2014)
- 新春企画「ワールドおさがりセンター」(2014)
- 三木麻郁個展「sink-sign-sing : 深く沈んだ信号が、私に詩を奏でている」(2013)
- 「玉川上水の件/Case01.Tamagawa-josui」参加作家：第三会（加藤翼、川田淳、村山悟郎）、じゃぽにか(2013)
- 中崎透個展「小さな平たいオデコの君は、小さな川を流れゆくまま。」(2013)
- 椋本真理子個展「わたしのリゾート」(2013)
- 小泉圭理個展「JIZZUM」(2013)
- 吉田諒「朝を待つための」展(2013)
- 川田淳個展「まなざしの忘却」(2012)
- 「心霊写真」展(2012)
- 『宮本ひかり個展「今日の3分クッキングは、季節の野菜を使ったアッサリおひたし。今日は菜っ葉をサッと茹でますよ〜」みたいなノリだよね。サッ、パラッ、どうぞ！』(2012)
- 河口遥「そんなにロマンチックな目つきをするな。」(2012)
- 2012年「そんなにロマンチックな目つきをするな。」（22:00画廊・東京）
- 原田賢幸「電磁波。狼煙」展[1]

### グループ展
2012年「開館記念展示〜青梅ゆかりの名宝展」（国立奥多摩美術館・東京）